# Martin Jäggle
Martin Jäggle (* 9. června 1948 Vídeň) je rakouský římskokatolický teolog.

## Životopis
Jäggle studoval teologii, filozofii, fyziku a matematiku na vídeňské univerzitě a v Innsbrucku. Od 1. září 2003 je profesorem na fakultě katolické teologie ve Vídni. Od 1. ledna 2008 působí na této fakultě jako děkan.

## Dílo (výběr)
- Milde revisited. Vincenz Eduard Mildes pädagogisches Wirken aus der Sicht der modernen Erziehungswissenschaft, (spoluautoři Ines Maria Breinbauer a Gerald Grimm), Vídeň
- Das Gemeinsame entdecken – Das Unterscheidende anerkennen. Projekt eines konfessionell-kooperativen Religionsunterrichts. Einblicke – Hintergründe – Ansätze – Forschungsergebnisse, (spoluautoři Heribert Bastel, Manfred Göllner a Helene Miklas), Vídeň
- Ich bin Jude, Moslem, Christ. Junge Menschen und ihre Religion, (spoluautor Th. Krobath), Innsbruck-Vídeň 2002 ISBN 3-7022-2437-8
- Viele Kulturen - eine Schule. Religiöse Implikationen im Schulalltag, (spoluautoři M.Bolz a J.Schrumpf), Vídeň 2000. ISBN
- Das Buch zur Taufe, Vídeň/Innsbruck 2000
- Vaterunser für Kinder, (spoluautoři J.Dirnbeck a N.Bammer), Innsbruck 1993

## Ocenění
- 2001: čestná Aristotelova medaile univerzity Thessaloniki